# استیون تورن (فضانورد)
استیون داگلاس تورن (به انگلیسی: Stephen Douglas Thorne) فضانورد اهل ایالات متحده آمریکا است که در ۱۱ فوریهٔ ۱۹۵۳ میلادی در فرانکفورت زاده شد.